# Bellvís
 Bellvís es un municipio español perteneciente a la provincia de Lérida, en la comarca de la Plana de Urgel, situado  en la parte noroeste de ésta, en el límite con las del Segriá y La Noguera. Incluye las poblaciones de Els Arcs, Gaten y Safareigt.

## Demografía
Cuenta con una población de 2269 habitantes (INE 2024).
| Gráfica de evolución demográfica de Bellvís entre 1842 y 2021 |
| |
| Población de derecho según los censos de población del INE Población de hecho según los censos de población del INEEn estos censos se denominaba Bellvís, Gaten y Satareigt: 1842 Entre el censo de 1857 y el anterior, crece el término del municipio porque incorpora a 25168 (Poal), 255026 (Archs) Entre el censo de 1930 y el anterior, disminuye el término del municipio porque independiza a 25168 (Poal) |

| 2714                       | 2737 | 2752 | 2543 | 2460 | 2341 |
| (Fuente: [cita requerida]) |      |      |      |      |      |